# Vila urbană de pe strada Mihai Eminescu, 36
Vila urbană de pe strada Mihai Eminescu, 36 este un monument de arhitectură de însemnătate națională din orașul Chișinău, inclus în Registrul monumentelor ocrotite de stat din Republica Moldova.

## Istoric
Clădirea a fost construită în 1939; în anul următor ca proprietar a fost atestată Sara Sperberg. Conform proprietarului actual al imobilului (2023), în perioada sovietică aici a locuit Ivan Bodiul, iar mai târziu Irina și Vitalie Calașnicov; cei din urmă au deschis în încăperile clădirii galeria de artă „Coral”.
Arhitectul este uneori considerat a fi Nicolae Mertz, dar nu au fost identificate surse  care să ateste acest lucru.
S-au conservat obloanele vechi și sistemul vechi de aerisire.

## Descriere
Construcția este construită cu o mică retragere de la stradă, fiind izolată de un gard decorativ din grilaj metalic și tumbe din piatră, care se leagă artistic cu clădirea. Arhitectura și structura casei sunt corespunzătoare stilului modern românesc, cu elemente Art Deco.
Odăile sunt amplasate de ambele părți ale unui culoar central, bucătăria și camerele sanitare sunt grupate în partea opusă holului intrării, iluminat prin fereastra laterală. Sub acoperiș se află o mansardă, orientată spre curte. Există două terase: una la fațada principală și cealaltă la fațada posterioară.
Fațada are trei axe: două de ferestre și un gol de ușă, cel din urmă aflat într-un volum prismatic cu holul intrării, amplasat asimetric, dominând clădirea prin înălțimea sa. Paramentul fațadelor este tencuit peste o zidărie din piatră tăiată, cu păstrarea culorii cimentului.
Ferestrele sunt amplasate de ambele părți ale intrării, alungite pe orizontală, unite prin cornișe și plite de pervaz adânci, cuprinzând lateral porțiuni de zidărie cu factura din striuri orizontale și verticale. Acoperișul piramidal este ascuns după parapetul opac din piatră, care subliniază dominarea elementelor orizontale în compoziția fațadelor, inclusiv prin fereastra îngustă pe care o conține, alungită orizontal, destinată aerisirii și iluminării.
Pereții clădirii sunt acoperiți de iederă.

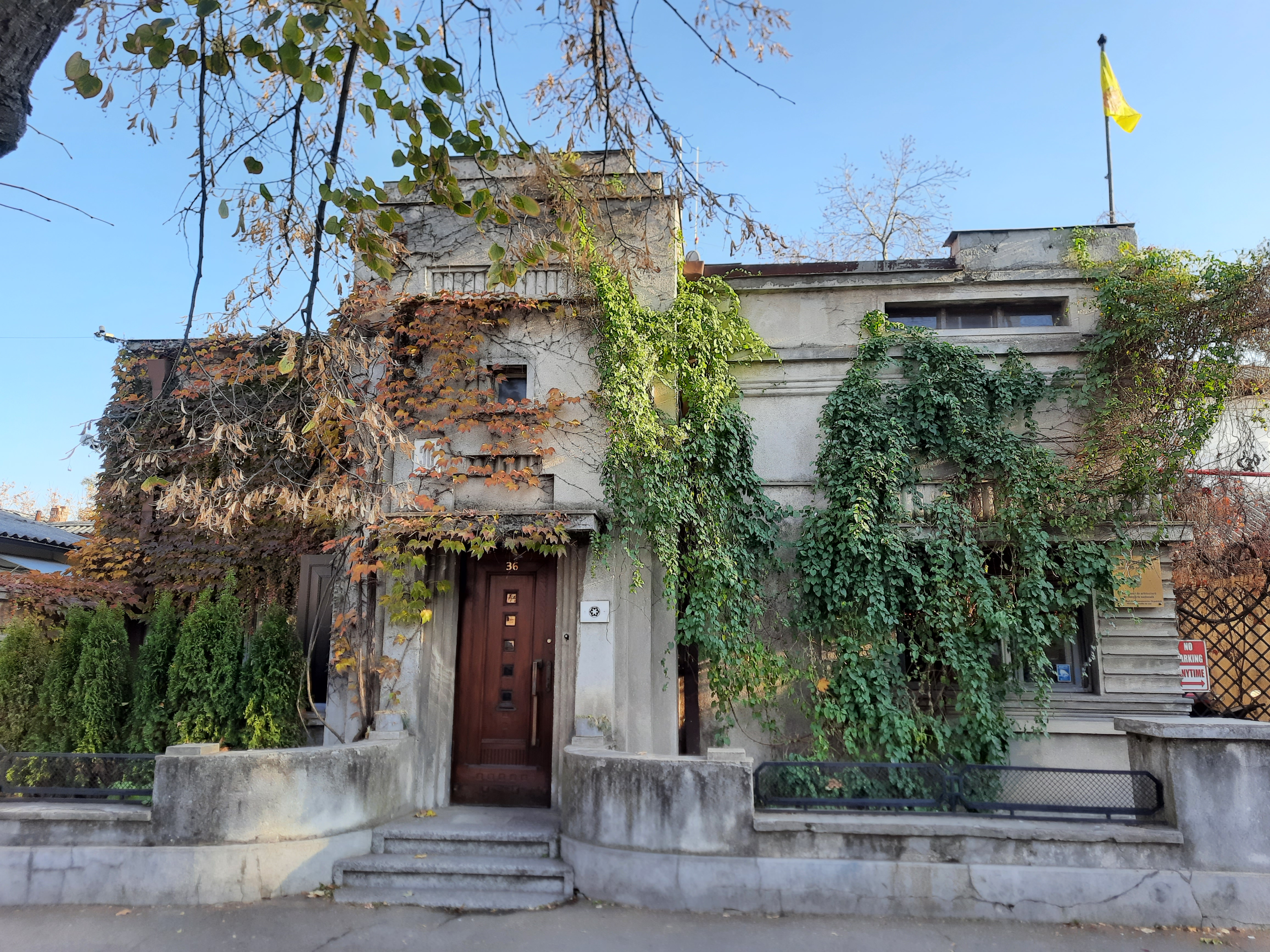
Vedere frontală
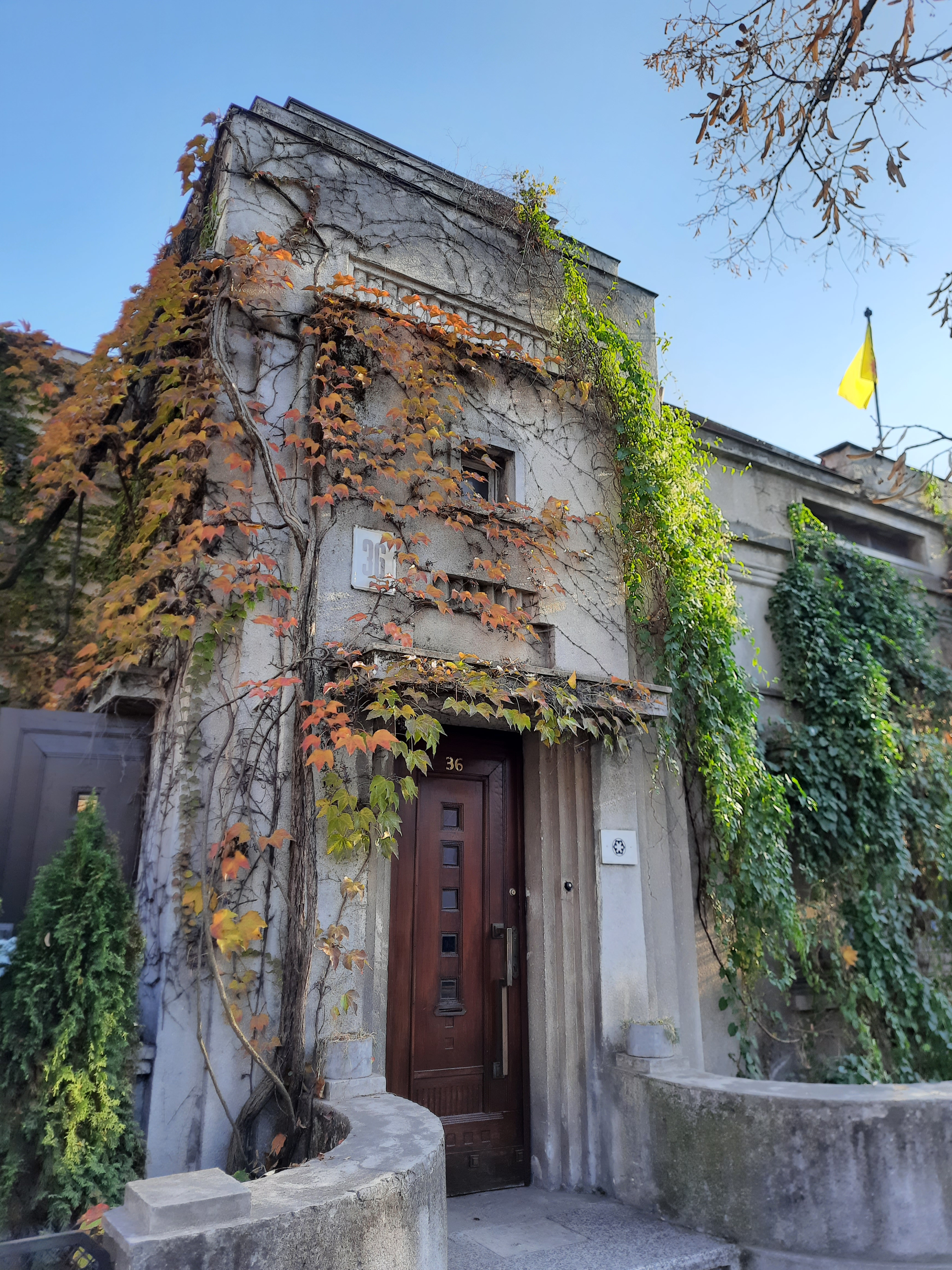
Portalul de intrare
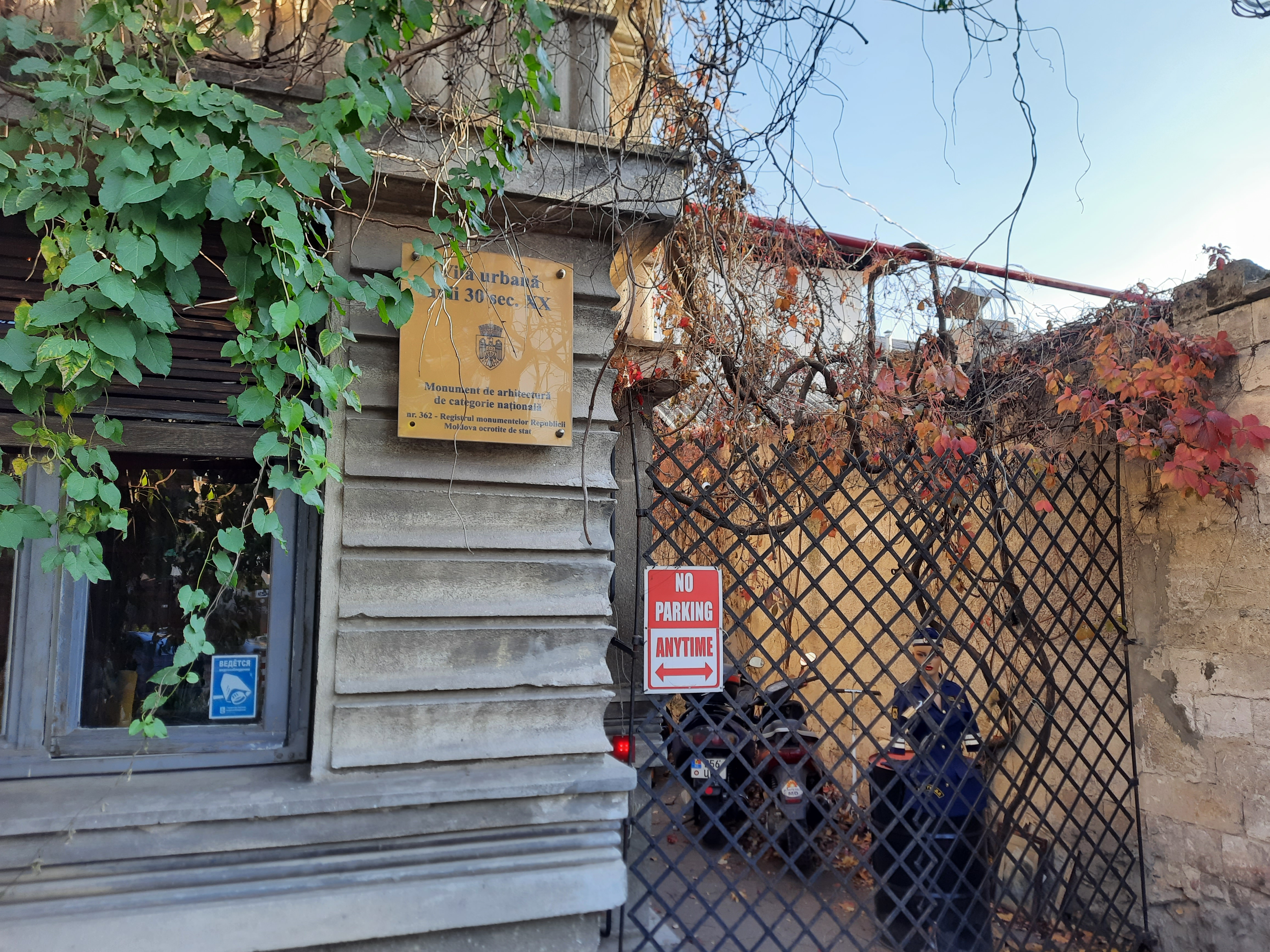
Plăcuță informativă a statutului de protecție